# Basketball Association of America 1947/1948
Basketball Association of America 1947/1948 var den andra säsongen av den amerikanska proffsligan i basket som säsongen 1949/1950 bytte namn till National Basketball Association (NBA). Säsongen inleddes den 12 november 1947 och avslutades den 21 mars 1948 efter 192 seriematcher, vilket gjorde att samtliga åtta lagen spelade 48 matcher var.
Eftersom fyra lag lämnade ligan efter första säsongen så antogs Baltimore Bullets ifrån ABL för att det skulle finnas ett jämnt antal lag i ligan. Dessutom fick Washington Capitols byta ifrån den östra till den västra konferensen.
Onsdag den 21 april 1948 blev Baltimore Bullets det andra mästarlaget genom att besegra de regerande mästarna Philadelphia Warriors med 4-2 i matcher i en finalserie i bäst av 7 matcher.

## Grundserien
Not: V = Vinster, F = Förluster, PCT = Vinstprocent
- Lag i GRÖN färg till slutspel.
- Lag i RÖD färg har spelat klart för säsongen.

| Lag                     | V  | F  | PCT  |
| ----------------------- | -- | -- | ---- |
| Philadelphia Warriors   | 27 | 21 | .563 |
| New York Knicks         | 26 | 22 | .542 |
| Boston Celtics          | 20 | 28 | .417 |
| Providence Steamrollers | 6  | 42 | .125 |

| Lag                 | V  | F  | PCT  |
| ------------------- | -- | -- | ---- |
| St. Louis Bombers   | 29 | 19 | .604 |
| Baltimore Bullets   | 28 | 20 | .583 |
| Chicago Stags       | 28 | 20 | .583 |
| Washington Capitols | 28 | 20 | .583 |

## Slutspelet
Divisionsvinnarna gick direkt till spel i semifinal mot varandra i en serie i bäst av 7 matcher. Tvåorna och treorna spelade mot varandra i kvartsfinalserier i bäst av 3 matcher, där vinnarna sen mötte varandra i en semifinalserie i bäst av 3 matcher. Finalserien avgjordes i bäst av 7 matcher.
|  | Kvartsfinal | Kvartsfinal | Kvartsfinal |              |    | Semifinal | Semifinal | Semifinal |  |  | NBA-final | NBA-final | NBA-final |
|  |             |             |             |              |    |           |           |           |  |  |           |           |           |
|  | W2          | Baltimore   | 2           |              |    |           |           |           |  |  |           |           |           |
|  | E2          | New York    | 1           |              |    |           |           |           |  |  |           |           |           |
|  | E2          | New York    | 1           |              | W3 | Chicago   | 0         |           |  |  |           |           |           |
|  |             |             |             |              | W3 | Chicago   | 0         |           |  |  |           |           |           |
|  |             |             | W2          | Baltimore    | 2  |           |           |           |  |  |           |           |           |
|  | E3          | Boston      | W2          | Baltimore    | 2  | 1         |           |           |  |  |           |           |           |
|  | E3          | Boston      |             |              |    | 1         |           |           |  |  |           |           |           |
|  | W3          | Chicago     | 2           |              |    |           |           |           |  |  |           |           |           |
|  |             |             |             |              |    |           |           |           |  |  | W2        | Baltimore | 4         |
|  |             |             | E1          | Philadelphia | 2  |           |           |           |  |  |           |           |           |
|  |             |             |             |              |    |           |           |           |  |  |           |           |           |
|  |             |             |             |              |    |           |           |           |  |  |           |           |           |
|  |             | W1          | St. Louis   | 3            |    |           |           |           |  |  |           |           |           |
|  |             |             |             | 3            |    |           |           |           |  |  |           |           |           |
|  |             |             | E1          | Philadelphia | 4  |           |           |           |  |  |           |           |           |
|  |             |             | E1          | Philadelphia | 4  |           |           |           |  |  |           |           |           |
|  |             |             |             |              |    |           |           |           |  |  |           |           |           |

### NBA-final
Philadelphia Warriors mot Baltimore Bullets
| Match   | Datum    | Hemmalag     | Bortalag     | Resultat |
| ------- | -------- | ------------ | ------------ | -------- |
| Match 1 | 10 april | Philadelphia | Baltimore    | 71 - 60  |
| Match 2 | 13 april | Philadelphia | Baltimore    | 63 - 66  |
| Match 3 | 15 april | Baltimore    | Philadelphia | 72 - 70  |
| Match 4 | 17 april | Baltimore    | Philadelphia | 78 - 75  |
| Match 5 | 20 april | Philadelphia | Baltimore    | 91 - 82  |
| Match 6 | 21 april | Baltimore    | Philadelphia | 88 - 73  |

Baltimore Bullets vann finalserien med 4-2 i matcher